# Marcellinara
Marcellinara ist eine italienische Gemeinde mit 2173 Einwohnern (Stand 31. Dezember 2023) in der Provinz Catanzaro, Region Kalabrien.
Das Gebiet der Gemeinde liegt auf einer Höhe von 377 m über dem Meeresspiegel und umfasst eine Fläche von 20 km². Die Nachbargemeinden sind Amato, Caraffa di Catanzaro, Maida, Miglierina, Pianopoli, Settingiano und Tiriolo. Marcellinara liegt 15 km westlich von Catanzaro.